# Безбах Ілля Васильович
Безбах Ілля Васильович (1945—2017) — заслужений діяч мистецтв України, дослідник мистецької спадщини регіону, художник.

## Біографія
Народився 7 червня 1945 року в с. Мазурівка Тульчинського району Вінницької області.
Вищу освіту отримав у Вінницькому державному педагогічному інституті, поєднуючи її музичний напрям з удосконаленням майстерності художника в студії О. Я. Остапова впродовж 5 років.
У 1969 р. розпочав трудову діяльність в галузі культури,
1972—1987 рр. працював інспектором з мистецтва управління культури Вінницького облвиконкому.
1987 р. ініціатор створення Вінницького обласного художнього музею, який за роки свого функціонування здобув славу найяскравішого культурного центру регіону.
Колекція музею почала формуватись з 17 лютого 1919 р. Тривалий час вона знаходилася у складі обласного краєзнавчого музею і поповнювалася експонатами за рахунок надходження із державних музеїв, установ і приватних колекцій. У жовтні 1987 р., відповідно до постанови № 328 Ради Міністрів Української РСР, художній відділ відокремився із структури обласного краєзнавчого музею і став самостійним музеєм художнього профілю.
Фондова колекція музею за роки директорства Іллі Безбаха збільшилася втричі за рахунок значного зібрання живопису сучасних українських художників, декоративно-вжиткового мистецтва України і нині нараховує 10 тис. 400 експонатів.
2000 р.— у листі Міністерства культури і мистецтв України за № 11-3608/17 Вінницький обласний художній музей був визнаний одним з провідних музеїв України. Протягом 1988 року було створено філії: Ямпільський художній музей, Шаргородський художній музей. У 1989 р.— Новоселівський гончарний музей імені братів Герасименків.
У липні 2005 р. в Староміському районі Вінниці було відкрито науково-дослідний відділ художнього музею— Музей гончарного мистецтва О. Г. Луцишина.
З 1993 р. в музеї діє Салон мистецтв Вінницького обласного художнього музею,— структура, заснована на синтезі живопису, музики, слова.
Відповідно до сучасної концепції музейної діяльності про приналежність музеїв дітям впродовж багатьох років в музеї діють Центр музейної педагогіки, фестивалі, пленери, які завдяки розробленим програмам залучили до музею нові покоління українців.
Останнє десятиліття Вінницька державна телерадіокомпанія ВДТ-6 транслювала програму «Телемузей. Історія однієї картини», яку вів її автор— Ілля Безбах як мистецтвознавець й історик мистецтва. Одним з перших він утілив у життя нові тенденції музейної справи. Такими стали інтеграційні функції музею, що відобразилися в тісній співпраці з культурними інституціями, творчими організаціями України— Національною академією мистецтв України, Національною академією образотворчого мистецтва та архітектури, Національною спілкою художників, музеями, галереями України, а також посольствами, культурними центрами, закладами культури інших держав— Франції, Польщі, Німеччини, Швейцарії, США, Аргентини та інших країн.
Впродовж останніх років Ілля Безбах працював над створенням філій музею в районах області.
Помер 5 червня 2017 року.

## Премії та нагороди
2000 р. присвоєно почесне звання «Заслужений діяч мистецтв України».
2012 р. нагороджений медаллю «Гідний шани» Академії мистецтв України.

## Мережеві посилання
- http://vin-gazeta.net/component/content/article/90-cultura/1213-25-rokiv-na-nivi-ukrajinskoji-kulturi [Архівовано 29 квітня 2017 у Wayback Machine.]
- https://web.archive.org/web/20150919024850/http://novasich.org.ua/index.php?go=News&in=view&id=8040
- http://vsim.ua/Kult-podii/illya-bezbah-malyuvati-treba-iz-shanoyu-do-farbi-i-lyudey-10178226.html%5Bнедоступне+посилання+з+серпня+2019%5D
- http://who-is-who.ua/main/page/olimp2006/116/185 [Архівовано 24 червня 2015 у Wayback Machine.]